# Wyżna Chowańcowa Polana

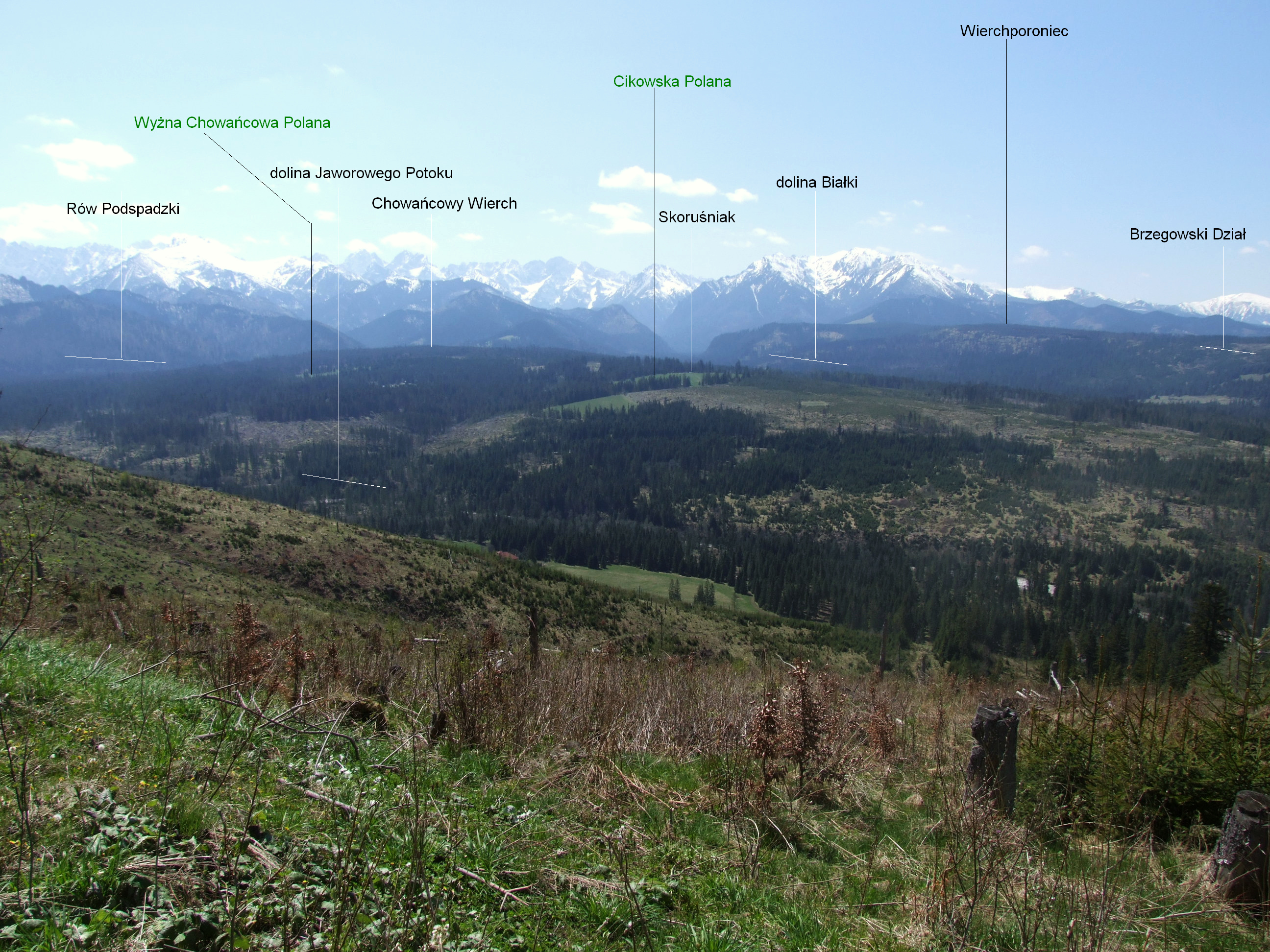
Widok z Magury Spiskiej

Wyżna Chowańcowa Polana (słow. Vyšna Chovancova poľana) – polana na grzbiecie Chowańców Wierchu (1038 m) znajdującego się w widłach Białki i jej dopływu – Jaworowego Potoku. Znajduje się na terenie Słowacji, przy granicy z Polską. Pod względem geograficznym należy według Jerzego Kondrackiego do Pogórza Spiskiego. Słowacy używają nazwy Magura Spiska. Całe wzgórze Chowańców Wierchu i złączonego z nim Skoruśniaka, mimo że nie należą do Tatr, przyłączyli do Tatrzańskiego Parku Narodowego.
Polana jest dość duża i znajduje się na płaskim niemal grzbiecie. Jej nazwa pochodzi od polskiego nazwiska Chowaniec, które jest jednym z bardziej pospolitych wśród mieszkańców położonej po północnej stronie wzgórza polskiej miejscowości Jurgów. W północnym kierunku, za niewielkim potoczkiem spływającym do Jaworowego Potoku, znajduje się na Skoruśniaku jeszcze druga większa polana – Cikowska Polana. Oprócz nich jest na Skoruśniaku i Chowańców Wierchu jeszcze kilka innych polan. Aż do I wojny światowej wszystkie te polany i cały obszar ciągnący się od Jurgowa do północnego podnóża Tatr należał do gminy Jurgów. Jurgowianie użytkowali polany aż do 1875 r., kiedy to siłą odebrali je im właściciele Dóbr Jaworzyńskich. Później dzierżawili niektóre z polan. Po I wojnie światowej teren ten po okresie ostrego sporu granicznego między Polską i Czechosłowacją ostatecznie przyznany został Czechosłowacji. 
Potężna wichura w 2004 powaliła znaczne połacie lasu wokół Wyżnej Chowańcowej Polany.